# Tudor Giurgiu
Pour les articles homonymes, voir Giurgiu (homonymie).
 (juin 2017).
Si vous disposez d'ouvrages ou d'articles de référence ou si vous connaissez des sites web de qualité traitant du thème abordé ici, merci de compléter l'article en donnant les références utiles à sa vérifiabilité et en les liant à la section « Notes et références ».
Tudor Giurgiu, né en 1972 à Cluj-Napoca, est un réalisateur roumain.

## Biographie
Tudor Giurgiu fut président de télévision publique roumaine entre 2005 et 2007.
C'est sous son impulsion, et avec l'aide de Mihai Chirilov, que le Transilvania International Film Festival voit le jour en 2002.

## Filmographie
Producteur
- 2009 : Cendres et sang (Limba română)
- 2006 : Love Sick (Legături bolnăvicioase)
- 2004 : Marele jaf comunist
- 2001 : Popcorn Story

Réalisateur
- 1993 : Vecini
- 2001 : Popcorn Story
- 2006 : Love Sick (Legături bolnăvicioase)
- 2012 : Des escargots et des hommes (Despre oameni si melci)
- 2015 : De ce eu?
- 2019 : Parking
- 2023 : Libertate
- 2024 : Nasty

## Nominations
- Berlinale 2006 avec Love Sick
- Festival international du film de Rome 2008 avec Love Sick